# Juditha odites
Juditha odites is een vlindersoort uit de familie van de prachtvlinders (Riodinidae), onderfamilie Riodininae.
Juditha odites werd in 1775 beschreven door Cramer.